# Drobeta delectans
Drobeta delectans är en fjärilsart som beskrevs av Walker 1857. Drobeta delectans ingår i släktet Drobeta och familjen nattflyn. Inga underarter finns listade i Catalogue of Life.